# Municipio 2 (condado de Rooks)
El municipio 2 (en inglés: Township 2) es un municipio ubicado en el condado de Rooks en el estado estadounidense de Kansas. En el año 2010 tenía una población de 379 habitantes y una densidad poblacional de 1,36 personas por km².

## Geografía
El municipio 2 se encuentra ubicado en las coordenadas 39°25′57″N 99°12′34″O / 39.43250, -99.20944. Según la Oficina del Censo de los Estados Unidos, el municipio tiene una superficie total de 278.4 km², de la cual 277.74 km² corresponden a tierra firme y (0.24%) 0.66 km² es agua.

## Demografía
Según el censo de 2010, había 379 personas residiendo en el municipio 2. La densidad de población era de 1,36 hab./km². De los 379 habitantes del municipio 2, el 97.36% eran blancos, el 0.53% eran afroamericanos, el 0.53% eran amerindios, el 0.26% eran asiáticos, el 0.53% eran de otras razas y el 0.79% pertenecían a dos o más razas. Del total de la población el 5.54% eran hispanos o latinos de cualquier raza.